# Merluccius angustimanus
La merluza panameña (o simplemente merluza en Centroamérica) es la especie Merluccius angustimanus, un pez de la familia de los merlúcidos, distribuido por la costa oeste del océano Pacífico desde el norte de México hasta Colombia.

## Anatomía
La longitud máxima normal es de unos 32 cm, aunque se han descrito ejemplares de hasta 40 cm. En la aleta dorsal tiene una espina y numerosos radios blandos; posee una cabeza alargada; las aletas pectorales son largas; todo el cuerpo es de color plateado, más brillante en el vientre.

## Hábitat y biología
No es migrador, viviendo sobre el fondo marino a una profundidad entre 80 y 523 m, ocupando la plataforma continental de aguas subtropicales.

## Pesca
Es pescada con una importancia comercial no demasiado grande, aunque el precio que alcanza en el mercado es elevado.